# Манцано
Манца̀но (на италиански: Manzano; на фриулски: Manzan, Манцан) е градче и община в Северна Италия, провинция Удине, автономен регион Фриули-Венеция Джулия. Разположено е на 71 m надморска височина. Населението на общината е 6730 души (към 2010 г.).